# 오토바시역
오토바시역(일본어: 尾頭橋駅 오토우바시에키[*])은 일본 아이치현 나고야시 나카가와구에 있는, 도카이 여객철도 도카이도 본선의 역이다.

## 개요
도카이도 본선 전용의 역이며, 이 선과 병행하고 있는 주오 본선의 승강장은 설치하지 않는다. 원래 주오 본선이 도카이도 본선과 나고야 철도 나고야 본선의 아래를 빠져나가 제일 북쪽에 이동하는 장소로 역이 이전되었기 때문에, 승강장을 만들어도 도카이도 본선과 떨어져 끝내는 등 제약이 있어서, 주오 본선용의 역 시설 그것이 만들어지지 않는다.
이 역은 보통 열차밖에 정차하지 않지만 주오 경마의 G1 경주 개최일은 장외 마권 매표소(윈즈 나고야)로의 편을 도모해, 30분에 1개의 간격으로 쾌속이나 신쾌속이 임시 정차하는 일도 있다.
더욱이, 1996년 3월부터 2009년 3월까지 정기운행하고 있던 도요하시 - 오가키 간으로 대부분의 역에 정차하는 하행 '문 라이너 나가라'는, 미카와시오쓰 역과 함께 이 역을 통과하고 있다. 그 이유는, 9량 편성의 '나가라'에 대해서 승강장의 유효장이 8량 편성분 밖에 없어, 373계에 도어 컷의 기능이 없기 때문이었다.
윈즈 나고야마에라는 부역명이 붙여져 있다. 자동개찰기의 설치 수가 적은 것이, 경마 개최일 등의 혼잡시에 갖춰서 개찰구의 공간은 널리 취급되고 있다.

## 역 구조 및 승강장
섬식 승강장 1면 2선을 가지는 고가역이며, 개찰구 · 역사는 고가 아래에 있다. 1번선이 상행 오카자키 방면, 2번선이 하행 나고야 방면으로 역 서점이 서쪽(남쪽, 2번선 쪽)에 있기 때문에, 역 서점쪽부터 1번선이라는 일본국유철도 시대부터의 원칙에 따르지 않았다. 승강장은 곡선상에 있기 때문에, 열차는 캔트(선로의 고저차)의 관계로 기울어서 정차한다. 특히 하행 나고야 방면 열차의 기울기가 크다.
도카이 교통 사업의 직원이 업무를 담당하는 업무위탁역으로, 나고야역이 이 역을 관리하고 있다. 역사 내부에는 발권 창구나 자동 개찰기, 승차권 자동 발매기(TOICA 비대응), 자동정산기(TOICA 대응)등이 놓아지고 있다. 개찰구와 승강장을 연결하는 엘리베이터는 2009년에 신설되었다. 엘리베이터 설치와 동시에, 다기능 화장실도 정비되어 있다.
JR의 특정 도구 시내 제도에 걸친 '나고야 시내'의 역이다.
| 1 | ■ 도카이도 본선 | 상행 | 도요하시 · 다케토요 방면 |
| 2 | ■ 도카이도 본선 | 하행 | 나고야 · 오가키 방면     |

## 역 주변
역의 동쪽을 시도 에가와 선이 지나고 있다. 이 에가와 선의 위를 나고야 시덴 시모에가와 선이 1971년까지 달리고 있었다. 역명에 있는 '오토바시'는 역의 남동쪽, 호리 강을 건너는 아이치 현도 제115호선 쓰시마싯포나고야 선의 다리이다.
- 나고야 구장
- 윈즈 나고야
- 나고야 시 기라히시 스포츠 센터
- 후지타 보건 위생 대학 판문종 보덕회 병원
- 마쓰시게코 문
- 산노 역 - 나고야 철도 나고야 본선
- 오토바시 상점가
- 산노 온천

## 역사
- 1987년 7월 1일 : 일본화물철도(JR 화물)가 보유하는 나고야미나토 선(도카이도 본선 화물지선)상에 임시역인 나고야큐조쇼몬마에 역이 개업. 나고야 구장으로 주니치 드래건스 주최의 프로야구 공식전이 행해진 때에, JR 도카이가 나고야역부터 이 역까지 임시열차의 운행을 행했다.
- 1994년 10월 8일 : 현지의 요망을 받아, 이 역 근처의 도카이도 본선 상(가나야마 - 나고야 간)에 상설역의 '오토바시 역'을 마련한 일이었기 때문에, JR 도카이는 같은 날 행해졌던 같은 해 마지막의 공식전을 가져서 나고야큐조쇼몬마에 역을 폐지.
- 1995년 3월 16일 : JR 도카이에 의해, 오토바시역이 개업. 나고야 돔의 건설은 이미 시작되었지만, 윈즈 나고야를 운영하는 일본 중앙 경마회(JRA)가 건설비를 대부분 부담하는 형태로 설치되었다.
- 2006년 11월 25일 : TOICA를 도입.
- 2009년 3월 13일 : 엘리베이터 1기 및 다기능 화장실을 신설.

## 인접 역
| 도카이 여객철도 도카이도 본선   | 도카이 여객철도 도카이도 본선 | 도카이 여객철도 도카이도 본선 |
| ------------------------------- | ----------------------------- | ----------------------------- |
| 가나야마 하마마쓰·시즈오카 방면 | ■ 도카이도 본선               | 나고야 도요하시·나고야 방면   |